# KFC Weywertz
KFC Weywertz is een Belgische voetbalclub uit Weywertz. De club is aangesloten bij de KBVB met stamnummer 5166 en heeft geel en zwart als kleuren.

## Geschiedenis
De club sloot zich in 1949 aan bij de Belgische Voetbalbond. Weywertz bleef er de rest van de eeuw in de provinciale reeksen spelen.
Weywertz klom gestaag op naar de hoogste provinciale reeksen. In 2001 promoveerde men naar Eerste Provinciale. In 2007 haalde KFC Weywertz er de eindronde, die het wist te winnen. Weywertz mocht zo naar de interprovinciale eindronde van 2006/07, maar verloor er na verlengingen van RJS Heppignies-Lambusart-Fleurus. Ook het volgende seizoen haalde Weywertz de provinciale eindronde en bereikte het opnieuw de interprovinciale eindronde. Ditmaal werd er verloren van RUS Belœil.